# Highland (Californie)
Pour les articles homonymes, voir Highland.
Highland est une ville du comté de San Bernardino en Californie, aux États-Unis.

## Démographie
| 1970   | 1980   | 1990   | 2000   | 2010   | - |
| ------ | ------ | ------ | ------ | ------ | - |
| 12 669 | 10 908 | 34 439 | 44 605 | 53 104 | - |